# Programa Povos da Floresta
O Programa Povos da Floresta (FPP) defende uma visão alternativa de como as florestas devem ser geridas e controladas, com base no respeito aos direitos dos povos que melhor as conhecem. A FPP trabalha com os povos da floresta na América do Sul, África e Ásia, para ajudá-los a garantir os seus direitos, construir as suas próprias organizações e negociar com governos e empresas sobre como o desenvolvimento económico e a conservação são mais bem alcançados nas suas terras.
As florestas cobrem 31% da área total do planeta. Desse total, 12% são destinados à conservação da diversidade biológica e quase todos são habitados. Muitos dos povos, que vivem e têm direitos consuetudinários sobre as suas florestas, desenvolveram modos de vida e conhecimentos tradicionais que estão em sintonia com os seus ambientes florestais. No entanto, as políticas florestais geralmente tratam as florestas como terras vazias controladas pelo Estado e disponíveis para 'desenvolvimento' – colonização, extracção de madeira, plantações, barragens, minas, poços de petróleo, gasodutos e agronegócio. Muitos esquemas de conservação para estabelecer reservas selvagens também negam os direitos dos povos da floresta.